# Crassispira abdera
Crassispira abdera é uma espécie de gastrópode do gênero Crassispira, pertencente à família Pseudomelatomidae.